# ロンリー・ウルフ
「ロンリー・ウルフ」は、日本の歌手である沢田研二の28枚目のシングルである。
1979年9月21日にポリドール・レコードより発売された。

## 収録曲
1. ロンリー・ウルフ
  - 作詞:喜多條忠／作曲:大野克夫／編曲:後藤次利
2. アムネジア
  - 作詞・作曲:りりィ／編曲:後藤次利

## 沢田研二の関連作品
- TOKIO